# Michael Seifert
Michael Seifert, né le 16 mars 1924 dans l'oblast de Mykolaïv et mort le 6 novembre 2010 à Caserte (Italie), est un caporal SS d'origine ukrainienne, responsable de crimes de guerre.
Le « bourreau de Bolzano », comme il était surnommé, avait commandé le camp de concentration nazi de Bolzano en Italie, qui a fonctionné de l'été 1944 à la fin de la Seconde Guerre mondiale. En 2002, la justice italienne l'avait condamné à la prison à vie, pour meurtre de 11 prisonniers, et torture sur d'autres internés.